# Przygody Ichaboda i Pana Ropucha
Przygody Ichaboda i Pana Ropucha (ang. The Adventures of Ichabod and Mr. Toad) – amerykańska animowana antologia filmowa z 1949 roku w reżyserii Jacka Kinneya, Clyde’a Geronimiego i Jamesa Algara na podst. powieści O czym szumią wierzby Kennetha Grahame’a i opowiadania Legenda o Sennej Kotlinie Washingtona Irvinga. Jedenasty film z oficjalnego kanonu animacji Disneya.

## Fabuła
W pewnej bibliotece narracja prezentuje treść dwóch książek – angielskiej O czym szumią wierzby Kennetha Grahame’a i amerykańskiej Legendy o Sennej Dolinie Washingtona Irvinga.

### O czym szumią wierzby
W Wielkiej Brytanii 1905 roku ropuszy esquire J. Tadeusz Ropuch jest poszukiwaczem przygód nie zważającym na konsekwencje swych działań. Jego impulsywność i słomiany zapał prowadzą jego rodową posiadłość, Ropuszy Dwór na skraj bankructwa. Jego przyjaciel, stary szkocki borsuk Angus ochotniczo zatrudnia się jako księgowy, by ocalić Ropuszy Dwór będący dumą lokalnej zwierzęcej społeczności i poczuciem powszechnego poważania. W desperacji Angus prosi o dwóch innych przyjaciół Ropucha – Szczura wodnego i Kreta, by przemówili mu rozsądku.
Ropuch rozbija się po całym hrabstwie cygańskim wozem ze swym koniem Cyrylem Pędzikłusem, lecz porzuca to hobby na rzecz automobilów. Szczur i Kret zamykają Ropucha w jego pokoju, dopóki mu nie przejdzie. Ropuch jednak nocą wymyka się z Ropuszego Dworu i kradnie automobil, wkrótce zostaje aresztowany za kradzież i niebezpieczną jazdę po publicznych drogach.
Na rozprawie sądowej Cyryl zeznaje, że po ucieczce Ropucha obaj następnego ranka szli śladem automobilu do pobliskiego zajazdu. Automobil prowadziły łasice, lokalne rzezimieszki. Ropuch zamierza od nich odkupić pojazd w zamian za Ropuszy Dwór. Nie wiedział jednak, że łasice jechały kradzionym automobilem. W sądzie na świadka zostaje wezwany barman Winkie, w którego zajeździe zawarto umowę wymiany i osobiście ją poświadczył. Winkie jednak zeznaje, że Ropuch chciał sprzedać skradziony automobil. Wobec jego zeznań Ropuch zostaje wtrącony do więzienia.
Podczas Bożego Narodzenia Ropuch przysięga sobie, że już nigdy nie ulegnie swym maniom. Z pomocą odwiedzającego go Cyryla ucieka z więzienia w przebraniu kobiety i ukrywa się u Szczura i Kreta. Borsuk dowiaduje się, że Winkie jest hersztem łasic i razem okupują Ropuszy Dwór, co potwierdza że w sądzie składał fałszywe zeznania. By udowodnić niewinność Ropucha on i jego przyjaciele udają się tajemnym przejściem dworu i po walce z łasicami odzyskują umowę z rąk Winkiego. Oczyszczony z zarzutów Ropuch odzyskuje dom. Jego przyjaciele świętują Nowy Rok toastem za Ropucha, który ich zdaniem stał się odpowiedzialny. Niestety, Ropuch wciąż jest niereformowalny i teraz ma obsesję na punkcie samolotów.

### Legenda o Sennej Dolinie
W latach 90. XVIII wieku do miejscowości Senna Dolina w Nowym Jorku przybywa nowy nauczyciel Ichabod Crane. Mimo swego osobliwego wyglądu i ekscentrycznego zachowania, cieszy się sympatią mieszkańców, zwłaszcza kobiet. Ichabod bezczelnie wykorzystuje ten fakt do uzupełnienia swej pensji. Jedynym jego zmartwieniem jest Brom Chwat, lokalny zawadiaka i najsilniejszy młodzieniec w Sennej Dolinie, który ze swą paczką urządza psikusy na nauczycielu.
Wkrótce Ichabod zakochuje się w pięknej kokietce Katrinie, córce Baltusa Van Tassela najbogatszego rolnika w Sennej Dolinie. Pomimo obsesji na punkcie piękna Katriny, Ichabod chce się z nią ożenić przede wszystkim dla zagarnięcia majątku jej ojca. Brom również podkochuje się w Katrinie i zawsze przegania każdego jej zalotnika. Zamierza się to samo zrobić z Ichabodem, jednak ten wygrywa każdą konkurencję o zainteresowanie Katriny. 
Ichabod zostaje na coroczny bal wyprawiany przez jej rodzinę z okazji Halloween. Podczas balu Brom zamierza wykorzystać przesądność Ichaboda i opowiada zgromadzonym ludziom legendę o Jeźdźcu bez głowy, który w każdą noc Halloween jeździ po okolicy, szukając swojej głowy. Jeśli nie może jej znaleźć, zastępuje głową natkniętego nieszczęśnika. Jedynym sposobem na ucieczkę przed nim jest przejście przez most w pobliżu kościoła, ponieważ mroczne moce Jeźdźca ograniczają się tylko do lasu.
Późną nocą po zakończeniu balu Ichabod samotnie wraca do domu na swym koniu pociągowym. Droga przez ponury las pełna dziwnych odgłosów. Gdy Ichabodowi zdaje się, że ze strachu wyobraża nie wiadomo co, przed jego obliczem staje przerażający Jeździec bez głowy. Ściga on Ichaboda z zamiarem obcięcia mu głowy. Ichabod biegnie w stronę mostu i ledwo udaje mu się przejść na drugą stronę. Jeździec bez głowy trafia w niego płonącym lampionem z dyni. Następnego ranka obok roztrzaskanej dyni zostaje znaleziony trikorn Ichaboda, a on sam zaginął bez śladu. Jakiś czas później Brom i Katrina stają się małżeństwem. Plotki o tym, że Ichabod wciąż żyje i ożenił się z bogatą wdową z odległego hrabstwa, są odrzucane, ponieważ mieszkańcy Sennej Doliny wierzą, że dopadł go Jeździec bez głowy.

## Obsada głosowa
| O czym szumią wierzby - Basil Rathbone – Narrator - Eric Blore – J. Tadeusz Ropuch - J. Pat O’Malley – Cyryl Pędzikłus - Campbell Grant – Angus Borsuk - Claude Allister – Szczur - Colin Campbell – Kret - Oliver Wallace – Winkie - Leslie Denison – - łasica #1, - sędzia - Edmond Stevens – łasica #2 - John McLeish – prokurator | Legenda o Sennej Dolinie - Bing Crosby – - Narrator, - Ichabod Crane, - Brom Chwat - Pinto Colvig – - Ichabod Crane (efekty dźwiękowe), - koń Broma, - mieszkańcy Sennej Doliny - Oliver Wallace – Ichabod Crane (gwizdanie) - Judd Conlon’s Rhythmaires – mieszkańcy Sennej Doliny - Clarence Nash – koń Ichaboda - Billy Bletcher – Jeździec bez głowy |

Materiał źródłowy: 

## Wersja polska

### Pierwsza wersja
Opracowanie: 
- Sun Studio Polska (O czym szumią wierzby),
- Start International Polska (Legenda o Sennej Dolinie)

Reżyseria: 
- Agnieszka Zwolińska (O czym szumią wierzby),
- Joanna Wizmur (Legenda o Sennej Dolinie)

Dialogi: Joanna Serafińska (O czym szumią wierzby)

Teksty piosenek: Joanna Serafińska (O czym szumią wierzby)

Produkcja polskiej wersji językowej: Disney Character Voices International, Inc.

Wystąpili:
- Cezary Nowak – Narrator (O czym szumią wierzby)
- Wojciech Paszkowski – pan Ropuch (O czym szumią wierzby)
- Jakub Szydłowski – 
  - Cyryl Pędzikłus (O czym szumią wierzby),
  - Brom Chwat (O czym szumią wierzby)
- Cezary Kwieciński – Angus Borsuk (O czym szumią wierzby)
- Jarosław Boberek –
  - Szczur Wodny (O czym szumią wierzby),
  - spiker wiadomości (O czym szumią wierzby),
- Maciej Kujawski – Kret (O czym szumią wierzby)
- Tomasz Steciuk – barman (O czym szumią wierzby)
- Piotr Polk –
  - prokurator (O czym szumią wierzby),
  - łasice (O czym szumią wierzby)
- Paweł Szczesny –
  - sędzia (O czym szumią wierzby),
  - listonosz (O czym szumią wierzby)
- Mieczysław Morański –
  - woźny sądowy (O czym szumią wierzby),
  - strażnik więzienny (O czym szumią wierzby)
  - policjanci (O czym szumią wierzby)
- Damian Aleksander – 
  - Narrator (Legenda o Sennej Dolinie),
  - Ichabod Crane (Legenda o Sennej Dolinie)
- Agnieszka Kunikowska – Katrina Van Tassel (Legenda o Sennej Dolinie)
- Adam Bauman (Legenda o Sennej Dolinie)

Lektor: Paweł Bukrewicz

### Druga wersja[13]
Opracowanie: SDI Media Polska

Reżyseria: Katarzyna Łęcka

Dialogi: Bartosz Fukiet

Teksty piosenek: Hanna Malarowska

Kierownictwo muzyczne: Piotr Gogol

Dźwięk i montaż: Łukasz Fober

Zgranie: Piotr Zygo

Kierownictwo produkcji: Marcin Kopiec

Opieka artystyczna: Aleksandra Janikowska

Produkcja polskiej wersji językowej: Disney Character Voices International, Inc.

Wystąpili: 
- Piotr Polk – Narrator
- Tomasz Steciuk – pan Ropuch (O czym szumią wierzby)
- Jakub Szydłowski – Cyryl (O czym szumią wierzby)
- Włodzimierz Press – Angus MacBorsuk (O czym szumią wierzby)
- Łukasz Lewandowski – Szczur (O czym szumią wierzby)
- Sebastian Perdek – Kret (O czym szumią wierzby)
- Marcin Przybylski – Loczek (O czym szumią wierzby)
- Przemysław Bluszcz – prokurator koronny (O czym szumią wierzby)
- Jan Kulczycki – sędzia (O czym szumią wierzby)
- Przemysław Stippa – woźny sądowy (O czym szumią wierzby)
- Bożena Furczyk (Legenda o Sennej Dolinie)
- Mikołaj Klimek (Legenda o Sennej Dolinie)
- Maciej Łagodziński (Legenda o Sennej Dolinie)
- Anna Szymańczyk (Legenda o Sennej Dolinie)
- Łukasz Talik (Legenda o Sennej Dolinie)
- Piotr Tołoczko (Legenda o Sennej Dolinie)
- Anna Wodzyńska (Legenda o Sennej Dolinie)

## Odbiór

### Premiera
Premiera Przygód Ichaboda i Pana Ropucha odbyła się 5 października 1949 roku w Waszyngtonie.
W Polsce oba segmenty pierwotnie pojawiły się osobno. Legenda o Sennej Dolinie została wydana na DVD w serii kompilacji krótkometrażówek Baśniowy Świat Walta Disneya w 2004 roku, zaś O czym szumią wierzby wydano na DVD i Blu Ray w serii kompilacji krótkometrażówek Klasyczne Kreskówki w 2009 roku. Film całościowo oraz z nowym dubbingiem miał polską premierę w serwisie VOD nc+ GO w grudniu 2017 roku.

### Recenzje
Serwis Rotten Tomatoes przyznał mu wynik 93%.

## Remake
W marcu 2025 roku pojawiły się doniesienia, iż Timothée Chalamet otrzymał propozycję zagrania Ichaboda Crane’a w kolejnej disneyowskiej ekranizacji, tym razem aktorskiej, Legendy o Sennej Dolinie.